# 善家尚史
善家 尚史（ぜんけ なおふみ、1986年1月20日 - ）は、社団法人日本プロサーフィン連盟公認のプロサーファー、元子役。

## 来歴・人物
神奈川県出身。小学生から中学生にかけて、子役として、いくつかのテレビドラマに出演した。
高校生より、地元の湘南・鵠沼を中心に、アマチュアのサーファーとして活動を開始した。2005年、社団法人日本プロサーフィン連盟主催のプロアマ最終戦にて準々決勝に進出した。これを機にプロサーファーへ転向した。

## 子役としての主な出演作品

### テレビドラマ
- 人間・失格〜たとえばぼくが死んだら（1994年、TBS）
- 最高の恋人（1995年、テレビ朝日）
- 木曜の怪談・魔法じかけのフウ（1997年、フジテレビ）- 赤城良介 役
- 先生知らないの?（1998年、TBS）- 風間平 役
- 燃えろ!!ロボコン（1999年、テレビ朝日）- 平石司 役
- オーリー・風になる朝（2000年、NHK）